# Linnaemya vittiventris
Linnaemya vittiventris là một loài ruồi trong họ Tachinidae.